# Greene Vardiman Black
Greene Vardiman Black (n. 3 august 1836 - d. 31 august 1915) a fost stomatolog american, unul dintre fondatorii stomatologiei moderne în Statele Unite.

## Educația
Încă din tinerețe a manifestat interes pentru științele naturii. La 17 ani, cu ajutorul fratelui, dr. Thomas G. Black, începe să studieze medicina.
În 1857 îl cunoaște pe dr. J.C. Speer, care îl inițiază în domeniul stomatologiei.
După încheierea Războiului de secesiune (1861 - 1865), la care a participat ca cercetaș unionist, Black se mută la Jacksonville, Illinois. Aici își va continua activitatea, bogată în rezultate, în domeniul stomatologiei, aflat în plină evoluție.

## Contribuții
În sfera preocupărilor sale s-au înscris mai multe teme de cercetare ale acestui domeniu medical, printre care cele legate de compoziția amalgamelor dentare sau studiul fluorozei dentare.
În 1895, Black propune o formulă de amalgam care manifestă o înaltă performanță, fiind și astăzi utilizată.